# Patricia Karg

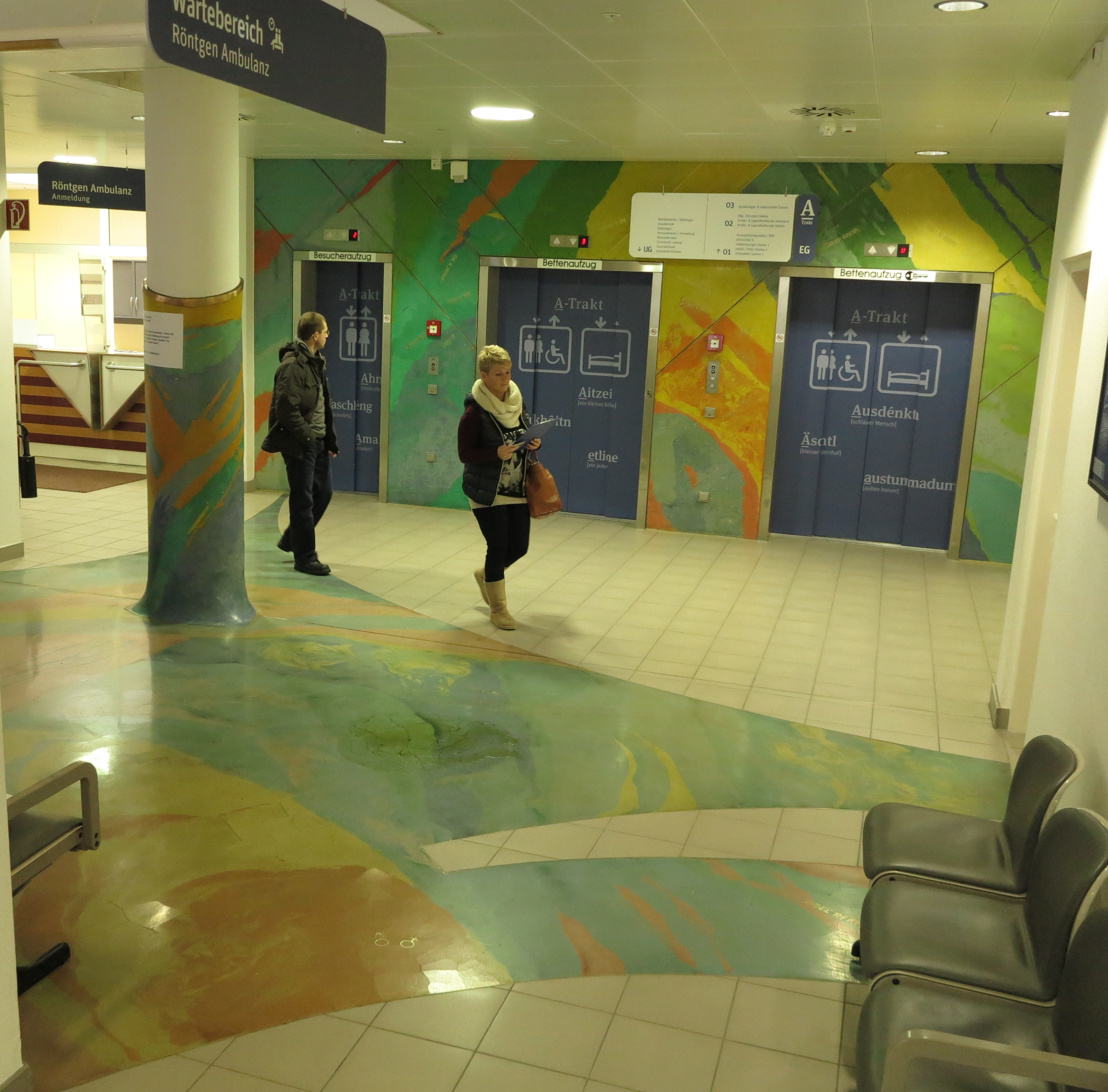
Kunst am Bau (1991) im Bezirkskrankenhaus St. Johann in Tirol

Patricia Karg (* 7. Dezember 1961 in Innsbruck) ist eine österreichische Bildhauerin und Malerin.

## Leben
Patricia Karg ist die Tochter des Baumeisters Ludwig Karg, von dem sie den Bezug zum Handwerklichen lernte, und seiner Frau Gertraud. Von ihrer Großmutter, einer Handarbeitslehrerin, die ihre Kreativität weckte, lernte Patricia das Nähen.
Nach der Pflichtschule besuchte Karg von 1976 bis 1980 die Fachschule für Holz- und Steinbildhauerei an der HTL Bau und Kunst Innsbruck und schloss diese 1981 mit der Gesellenprüfung ab. Von 1980 bis 1987 studierte sie Bildhauerei an der Münchener Akademie der Bildenden Künste und war Meisterschülerin von Hans Ladner. Mit Diplom beendete sie das Studium. Seit 1987 ist sie freischaffend tätig.
Karg arbeitet mit Holz, Stein, Kunststein, Bronzeguss, Eisen und Glas. Sie malt mit Acryl, Öl, Aquarell und macht Grafik. Ihr künstlerisches Motto ist: „Durch meine Arbeit möchte ich den Geist der Menschen erbauen und weiten. Meine Werke sollen Nahrung für die Seele sein.“
Patricia Karg lebt mit ihren Töchtern in Thaur in Tirol. Ihr „Atelierhaus“ genanntes und 1995 bezogenes Haus hat sie selbst entworfen und vom Innsbrucker Architekten Wolfgang Martin Miess umsetzen lassen.

## Auszeichnungen
- 1981: Preis der Stadt Innsbruck
- 1981 und 1983: Preis der art didacta innsbruck – Internationale Sommerakademie für bildende Kunst
- 1983: Preis der Internationalen Sommerakademie, Innsbruck
- 1984: Preis des 88. Katholikentages, München
- 1985: 1. Preis für die Neugestaltung der Kirche St. Philipp Neri in München
- 1987: 1. Preis der Stadt Innsbruck für Malerei mit Ankauf durch das Land Tirol
- 1987: 2. Preis der Stadt Innsbruck in „Wettbewerb Friedhofskapelle“
- 1988: Auszeichnung für eine Kleinplastik durch International Art Competition, New York
- 1988: Kunstpreis der Stadt Innsbruck 3. Preis für Malerei
- 1992: 1. Preis für das Hahnenkammplakat Kitzbühel
- 1993: 3. Preis für die Gestaltung der Barbara-Brücke in Schwaz. Ankauf zum 23. Österreichischen Grafikwettbewerb
- 1997: 2. Preis beim Plakatwettbewerb Alpenzoo Innsbruck
- 2002: Anerkennungspreis für Malerei, Milser Kulturtage
- 2004: 1. Preis, Schienenboliden Wettbewerb, Gestalten mit Kindern
- 2005: 2. Preis des Palm Art Award, Leipzig
- 2007: 2. Platz, Wettbewerb Kunst für Wohn- und Geschäftshaus der  Neuen Heimat Tirol, Projekt Schwaz
- 2009: 1. Preis für eine Skulptur beim internationalen Syrlin-Kunstpreis, Deutschland, 1. Platz für Skulptur „Muse“, Stuttgart
- 2011: 1. Rang Ideenwettbewerb Land ART, Weg zur Arzler Alm, Innsbruck
- 2014: 1. Preis Tigewosi, Wohnprojekt Außenanlage, Reutte

## Publikationen
- mit Alisa Stadler: Ein Platz im Paradies. Chassidische Geschichten. Mit Bildern von Patricia Karg, Tyrolia, Innsbruck 1990, ISBN 3-7022-1740-1.
- Ausapern. Bildhauerei Malerei Grafik. Monografie und Bildband, nummeriert und handsigniert, Tyrolia, Innsbruck 2010, ISBN 978-3-7022-2788-3.